# 郭捍城
郭捍城（？—？），字星六，號维四，直隶顺德府平乡县军籍，山西榆次县人。明朝政治人物。

## 生平
萬曆四十年（1612年）壬子科顺天鄉試舉人，天啓二年（1622年）壬戌科進士。三年授山东淄川县知县，四年调历城县，本省同考，六年升兵部职方司主事，天啓七年八月以宁锦大捷，于升任之日量加一级，赏银十两。崇祯元年（1628年）升兵部郎中，管理山海关，寻丁忧归。崇祯二年四月以阉党被削籍。